# Mourad Satli
Mourad Satli (in arabo مراد ستلا‎?; Orano, 29 gennaio 1990) è un calciatore algerino, difensore dell'Illkirch Graffenstaden.

## Caratteristiche tecniche
È un difensore centrale.

## Carriera
È cresciuto nelle giovanili dello Strasburgo.
Ha esordito il 18 agosto 2010 con il Boussu-Dour Borinage in un match pareggiato 1-1 contro lo Standaard Wetteren.

## Statistiche

### Presenze e reti nei club
Statistiche aggiornate al 7 luglio 2017.
| Stagione          | Squadra              | Campionato        | Campionato | Campionato | Coppe nazionali | Coppe nazionali | Coppe nazionali | Coppe continentali | Coppe continentali | Coppe continentali | Altre coppe | Altre coppe | Altre coppe | Totale | Totale | Totale |
| Stagione          | Squadra              | Comp              | Pres       | Reti       | Comp            | Pres            | Reti            | Comp               | Pres               | Reti               | Comp        | Pres        | Reti        | Pres   | Reti   |        |
| ----------------- | -------------------- | ----------------- | ---------- | ---------- | --------------- | --------------- | --------------- | ------------------ | ------------------ | ------------------ | ----------- | ----------- | ----------- | ------ | ------ | ------ |
| 2010-2011         | Boussu-Dour Borinage | TK                | 32         | 0          | CB              | 0               | 0               |                    | -                  | -                  |             | -           | -           | 32     | 0      |        |
| 2011-2012         | Charleroi            | TK                | 13         | 0          | CB              | 1               | 0               |                    | -                  | -                  |             | -           | -           | 14     | 0      |        |
| 2012-2013         | Charleroi            | PL                | 28         | 0          | CB              | 2               | 0               |                    | -                  | -                  |             | -           | -           | 30     | 0      |        |
| 2013-2014         | Charleroi            | PL                | 22         | 1          | CB              | 0               | 0               |                    | -                  | -                  |             | -           | -           | 22     | 1      |        |
| Totale Charloeroi | Totale Charloeroi    | Totale Charloeroi | 63         | 1          |                 | 3               | 0               |                    | -                  | -                  |             | -           | -           | 66     | 1      |        |
| 2014-2015         | Petrolul Ploiești    | LI                | 25         | 0          | CR+CL           | 5+1             | 0               | UEL                | 1                  | 0                  |             | -           | -           | 32     | 0      |        |
| 2015-2016         | Malines              | PL                | 4          | 0          | CB              | 0               | 0               |                    | -                  | -                  |             | -           | -           | 4      | 0      |        |
| 2016-2017         | NA Hussein Dey       | L1                | 12         | 0          | CA              | 1               | 0               |                    | -                  | -                  |             | -           | -           | 13     | 0      |        |
| Totale carriera   | Totale carriera      | Totale carriera   | 136        | 1          |                 | 10              | 0               |                    | 1                  | 0                  |             | -           | -           | 147    | 1      |        |

## Palmarès

### Club

#### Competizioni nazionali
- Tweede klasse: 1

Charleroi: 2011-2012